# Mantellisaurus
Mantellisaurus là một chi khủng long, được Paul mô tả khoa học năm 2006.